# Nornäs

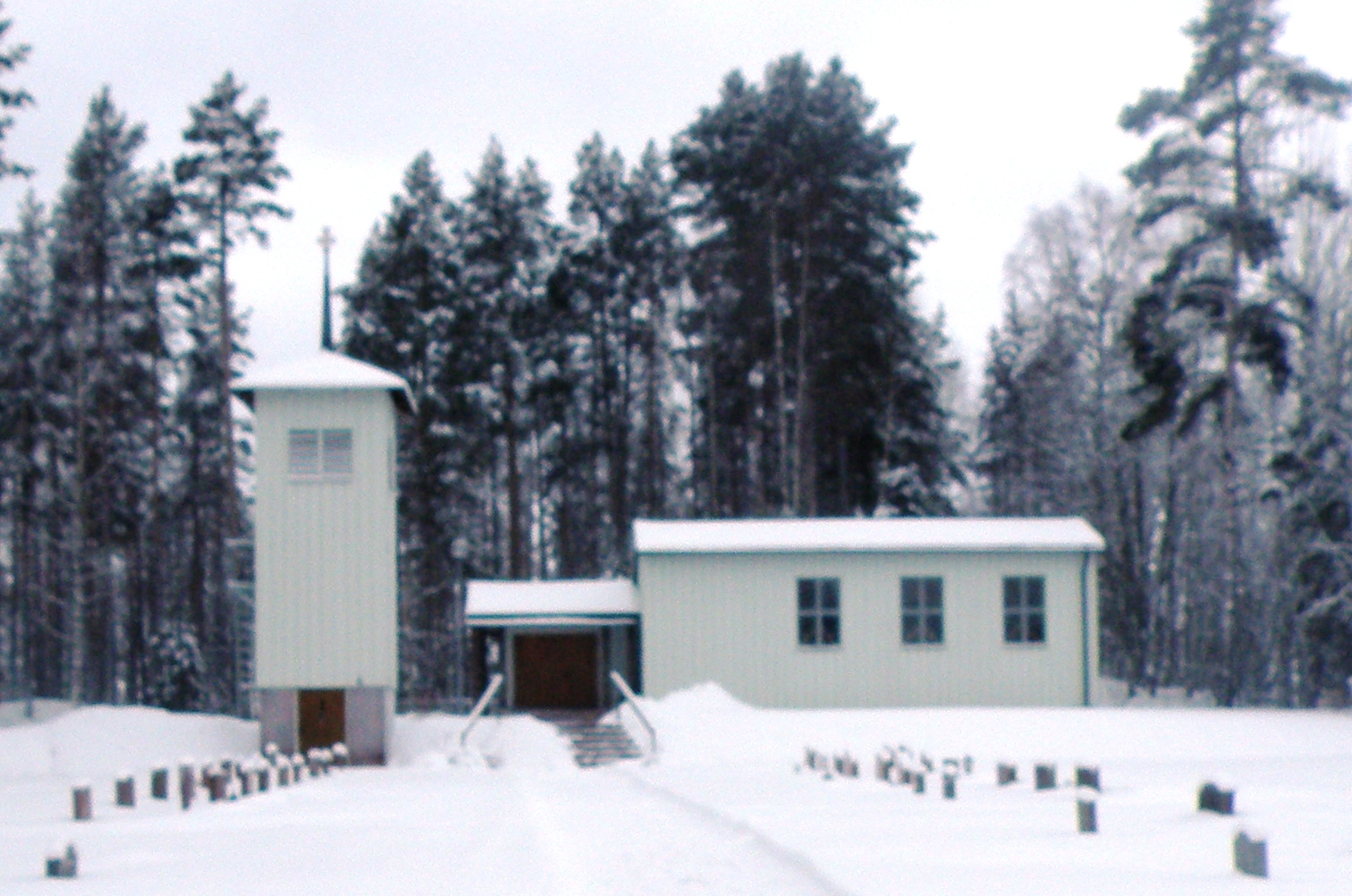
Nornäs kapell

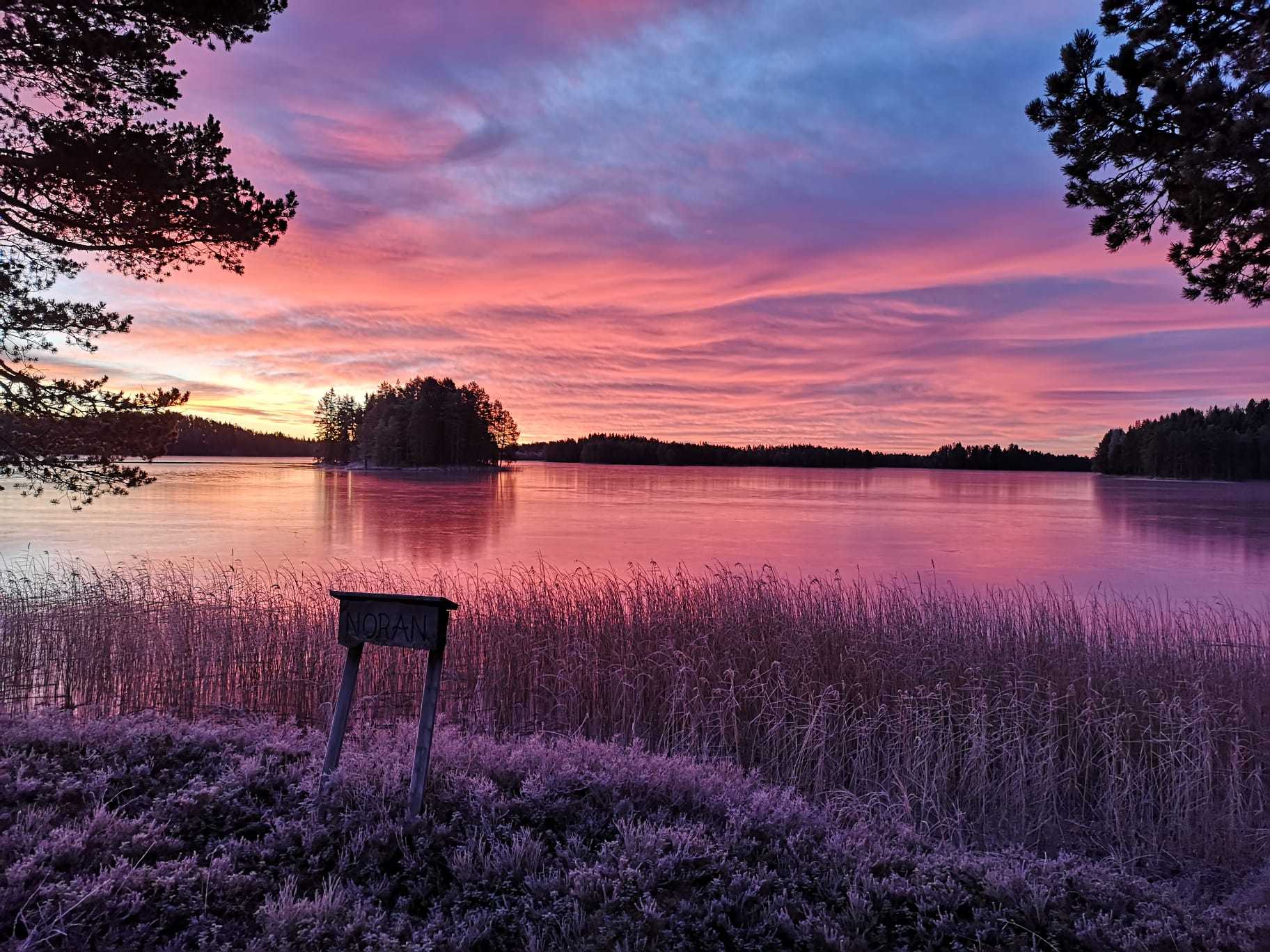
Noren / Noran

Nornäs är en by vid sjön Noren i Älvdalens kommun i norra Dalarna. Byn är belägen 58 km norr om Älvdalen. De närmaste grannbyarna är Tyrinäs, Lövnäs, Sörsjön, Bunkris och Hållbovallen.
I byn talas lokalspråket älvdalska.

## Historia
Nornäs har tidigare fungerat som ett fiskeställe för byarna längre söderut i kommunen. Första övervintringen av åretruntboende ägde rum 1799. Den sista kommersiella framställningen av myrmalm i Sverige utfördes av Nornäsbor i Fännjästblästan, belägen strax norr om Björnåns utlopp i Ransi 1871..
I byn fanns tidigare en skola, som hyste elever i årskurserna 1-6 från Nornäs samt kringliggande byar i Älvdalens och Malung-Sälens kommuner. Skolan lades ner 2010.

## Samhället
I Nornäs finns ett kafé. I den tidigare skolan drivs numera ett äventyrshotell.

## Näringsliv
De flesta av Nornäs invånare arbetar på andra orter, men byn hyser även några mindre företag verksamma inom branscherna skogsbruk, bygg, revision, hemelektronik och turism.

## Sport och fritid
I och omkring byn finns väl utbyggda nät av skidspår, vandringsleder och skoterleder. I Björnån, som rinner genom Noren, är sommartid kanotturister vanligt förekommande. I byn finns även en bygdegård, uthyrning av snöskoter, guidade buggy- och snöskoterturer, uthyrning av fritidshus och två campingplatser och en älgskyttebana.
Vildmarkens Draghundsklubb har anlagt permanenta spår för draghundar under vintern och även för barmarksträning. Det största arrangemanget är den årligen återkommande tävlingen Vildmarksracet.

### Fiske
Noran, Ransi, Kesjön och andra sjöar och vattendrag runt Nornäs ligger i Älvdalens Fiskevårdsområde. Några kilometer väster om Nornäs tar Transtrands fiskevårdsområde vid. 

### Skogskojor
Nornäs Samfällighetsförening har tre skogskojor. Dessa är tillgängliga för allmänheten året runt, och får fritt användas. (utflyktsmål, rastställe eller för övernattning) De finns vid sjön Ransis norra ände: Blästkojan, Rausen och Dragonsbygget.

### Föreningsliv
- Nornäs Folkets Hus/Bygdegård[15]
- Nornäs/Tyrinäs kommunbyaråd
- Nornäs Samfällighetsförening
- Nornäs Jaktklubb
- Lövnäs/Nornäs Skoterklubb
- Vildmarkskooperativet i Nornäs [16]
- Unga Örnar i Nornäs [17]
- Vildmarkens Draghundsklubb [18]